# Trikolora

Logo der Trikilora

Trikolora, in der ersten Zeit nach der Gründung Trikolóra a), ist eine tschechische politische Kleinpartei, die am 25. Juni 2019 von Václav Klaus Jr., dem Sohn des früheren Präsidenten Václav Klaus, gegründet wurde. Nachdem sich der Parteivorsitzende Klaus im März 2021 aus der Politik zurückgezogen hatte, übernahm seinen Posten Zuzana Majerová Zahradníková.

## Positionen
Die Bewegung und später die Partei Trikolora werden im Allgemeinen mit dem Attribut „konservativ bis rechts“ belegt. Daneben gibt es allerdings noch radikalere Einschätzungen: Der Journalist David Hutt spricht beispielsweise von einer extremen Rechten, die Politologin Karolína Zimermanová verwendet die Begriffe Rechtspopulismus u. ä. Die Partei selber profiliert sich als sozialkonservative und nationalökonomische politische Bewegung.
Die Partei lehnt kategorisch die Ausweitung der Rechte der LGBT-Bewegung ab und richtet sich gegen die Möglichkeit der gleichgeschlechtlichen Ehe oder Geschlechtsumwandlung. Trikolora erkennt den menschlichen Einfluss auf den Klimawandel ausdrücklich nicht an und setzt sich für traditionelle Werte wie Patriotismus, freie Marktwirtschaft, einen Staat mit Minimalkompetenzen, den Abbau des Sozialstaats (Abschaffung des Mindestlohns) oder die Abschaffung von Subventionen für gemeinnützige Organisationen ein.
Trikolora gilt als euroskeptisch. Klaus kritisiert, dass die Anordnungen der EU höher stehen als die Gesetze des Landes, der Euro wird als Währung für die Tschechische Republik nicht einmal perspektivisch anerkannt. Václav Klaus Jr. forderte 2016 einen tschechischen Austritt aus der Gemeinschaft („Czexit“).
Auch zum Ukraine-Konflikt vertritt die Bewegung kritische Meinungen. Die Bewegung unterstützt keine der involvierten Partien: „Wir sind keine Russen, wir sind keine Ukrainer, wir sind Tschechen und verteidigen unsere Interessen“, erklärte Zahradníková und ergänzte, der Konflikt müsse diplomatisch gelöst werden, da jede Waffenlieferung oder Sanktion die Situation nur eskaliere.

## Wahlen
Trikolora nahm an den Kommunalwahlen 2019 sowie an Ergänzungswahlen zum Senat 2020 teil, ohne jedoch Mandate zu gewinnen.
Für die Parlamentswahlen im Oktober 2021 schlossen sich die Kleinparteien Trikolora (Trikolore), Soukromníci und Svobodní zu einem Dreierbündnis (bekannt auch als TSS) zusammen. Diese Gruppierung warb für sich mit dem Slogan „Jsme jediná skutečná pravice“ (Wir sind die einzige wirkliche Rechte). Dieses kurzlebige Wahlbündnis errang 2,76 Prozent der Stimmen und kein Mandat und brach wegen Meinungsunterschieden auseinander.